# 提姆·韋納
提姆·韋納（英語：Tim Weiner，1956年6月20日—），是美國記者和作家。也是普立茲獎和美國國家圖書獎的獲獎者。他的最新著作是《愚蠢與榮耀：美國、俄羅斯和政治戰爭，1945-2020》。

## 生平
韋納畢業於哥倫比亞大學哥倫比亞學院歷史系和哥倫比亞大學新聞學院。他於1993年至2009年在紐約時報工作，之後擔任墨西哥、阿富汗、巴基斯坦和蘇丹的外國記者，以及華盛頓特區的國家安全記者。
韋納是《費城詢問報》的調查記者，並在1988年獲得普立茲國內報導獎，因為他撰寫有關五角大樓和中央情報局的黑色預算支出的文章。
他憑藉著2007年的著作《CIA──罪與罰的六十年》獲得美國國家圖書獎非小說類圖書獎。

## 著作
| 出版日期 | 書名                                                    | 作者                                    | 出版社          | ISBN                 |
| 1990年   | 空白支票：五角大樓的黑色預算                            | 提姆·韋納                               | Warner Books    | ISBN 978-0446514521  |
| 1995年   | 背叛：美國間諜艾姆斯的故事                              | 提姆·韋納、尼爾·A·劉易斯、大衛·約翰斯頓 | 蘭登書屋        | ISBN 978-0679440505  |
| 2008年   | CIA──罪與罰的六十年                                     | 提姆·韋納                               | Vintage Books   | ISBN 978-0307389008. |
| 2012年   | Enemies: A History of the FBI                           | 提姆·韋納                               | 蘭登書屋        | ISBN 978-1400067480  |
| 2015年   | One Man Against The World: The Tragedy of Richard Nixon | 提姆·韋納                               | 麥米倫出版公司  | ISBN 978-1627790833  |
| 2020年   | 愚蠢與榮耀：美國、俄羅斯和政治戰爭，1945-2020           | 提姆·韋納                               | 亨利·霍爾特公司 | ISBN 978-1627790864. |

## 外部連結
- 蒂姆·韋納在C-SPAN （页面存档备份，存于）